# Daniel Librado Azcona
Daniel Librado Azcona Salinas (Caacupé, 18 gennaio 1984) è un ex calciatore paraguaiano naturalizzato ecuadoriano, di ruolo portiere.

## Carriera
È stato inserito da Gustavo Quinteros tra i 23 giocatori della nazionale ecuadoriana convocati per la Copa América 2015.